# ادوارد دویسی
ادوارد دویسی (۱۳ نوامبر ۱۸۹۳ – ۲۳ اکتبر ۱۹۸۶) زیست‌شیمیدان اهل آمریکا بود که در سال ۱۹۴۳، به‌همراه هنریک کارل پیتر دام، جایزه نوبل فیزیولوژی و پزشکی را به‌خاطر کشف ویتامین کا و ساختار شیمیایی‌اش، دریافت کرد.